# Antoine Scopelliti
Antoine Scopelliti OSST (* 9. April 1939 in Gallico Superiore; † 22. Oktober 2023 in Reggio Calabria) war ein italienischer Ordensgeistlicher und römisch-katholischer Bischof von Ambatondrazaka in Madagaskar.

## Leben
Antoine Scopelliti trat dem Trinitarierorden bei und empfing am 18. Dezember 1965 die Priesterweihe.
Papst Johannes Paul II. ernannte ihn am 21. Januar 1991 zum Koadjutorbischof von Ambatondrazaka. Die Bischofsweihe spendete ihm der Bischof von Ambatondrazaka, Francesco Vòllaro, am 5. Mai desselben Jahres in der Kathedrale von Ambatondrazaka; Mitkonsekratoren waren Michel Malo IdP, Weihbischof in Mahajanga, und Philibert Randriambololona SJ, Bischof von Antsirabé. Mit der Emeritierung Francesco Vòllaros folgte Scopelliti ihm am 6. März 1993 als Bischof von Ambatondrazaka nach.
Papst Franziskus nahm am 11. April 2015 den altersbedingten Rücktritt Bischof Scopellitis an.